# 소센스키

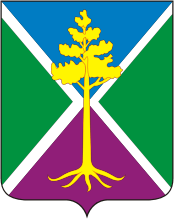
시 문장

소센스키(러시아어: Сосенский)는 러시아 칼루가주 남동부에 위치한 도시로, 인구는 12,623명(2002년 기준)이다. 칼루가(칼루가 주의 주도)에서 남서쪽으로 90km 정도 떨어진 곳에 위치한다. 1952년 4월 석탄 채굴 산업을 발전시키기 위해 첸트랄니 코젤스코고 스트로유프라블레니야(Центра́льный Козе́льского стройуправле́ния)가 신설되었고 1954년 1월 27일 도시형 촌락으로 승격되면서 레닌스키(Ле́нинский)로 변경되었고 1954년 5월 5일 셰펠렙스키(Шепелевский)로 변경되었다. 1991년 시로 승격되면서 지금과 같은 이름으로 변경되었다.